# Baumkontrolle

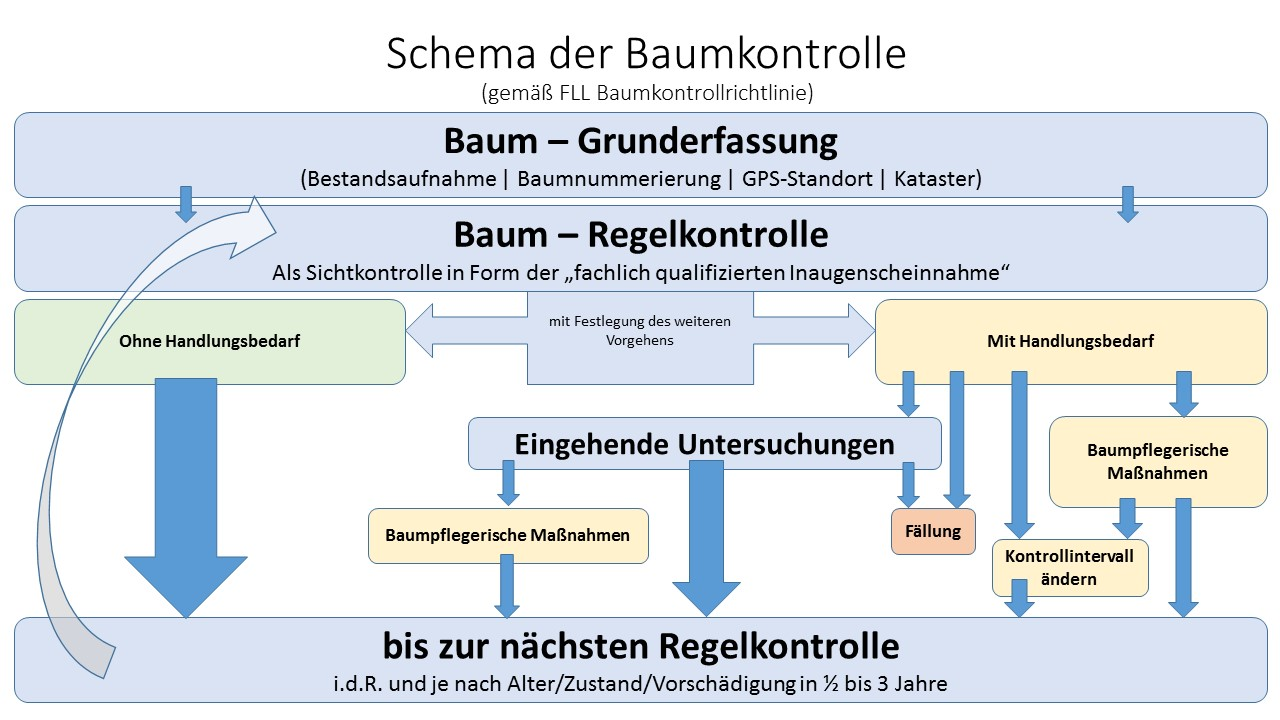
Abfolge bei der Erfüllung der Sorgfaltsverpflichtungen des Eigentümers eines Baumes und Dokumentation im Baumkataster

Die Baumkontrolle (auch Regelkontrolle) ist eine Sichtkontrolle von Bäumen im Sinne der Verkehrssicherungspflicht. Dabei werden Bäume durch systematische Inaugenscheinnahme (ohne technische Hilfsmittel) auf verkehrsgefährdende Schäden an Wurzel, Stamm und Krone regelmäßig untersucht.
In der Praxis verwenden professionelle Baumkontrolleure die Regeln der FLL-Baumkontrollrichtlinien oder spezielle Leitfäden (z. B. den Leitfaden zur Baumkontrolle an Bundeswasserstraßen). Bestimmte Pathogene, schwere Defekte und statisch relevante Schäden können eine Verkehrsgefährdung darstellen und müssen im Zweifelsfall durch eine eingehende Untersuchung abgeklärt werden.
Wird eine Gefahr durch den Kontrolleur erkannt, muss er das weitere Vorgehen festlegen. Dies kann …
- die Empfehlung von Baumpflegemaßnahmen,
- ein verkürztes Kontrollintervall,
- die Fällung oder auch
- die eingehende Untersuchung durch einen Sachverständigen sein.

## Organisation
Die Baumkontrolle im öffentlichen Grün wird durch die Grünflächenämter der Kommunen, die Straßenmeistereien bzw. externe und speziell geschulte Baumkontrolleure regelmäßig durchgeführt. Grundlage der Baumkontrolle bildet heutzutage in vielen Kommunen eine Software, die an ein Baumkataster mit GIS angegliedert ist.
Für die Durchführung bieten sich vereinheitlichte Checklisten an, welche bspw. aus der Literatur entnommen werden und individuell angepasst werden können.

## Umfang der Baumkontrolle

### Baummerkmale
Kontrolliert werden die Krone, der Stamm, der Stammfuß, die Wurzeln sowie das Baumumfeld.

### Kontrollintervalle
Jede Baumkontrolle muss mit der Bestimmung eines Kontrollintervalls bzw. mit der Terminierung der nächsten Kontrolle abschließen. Die zeitlichen Abstände der Regelkontrollen eines Baumes werden für gewöhnlich von folgenden Faktoren abhängig gemacht:
- Berechtigte Sicherheitserwartung des Verkehrs
- Zustand des Baumes und Baumumfeldes
- Aktuelle Entwicklungsphase, Alter und Art des Baumes

Die FLL schlägt zur Bestimmung des Regelkontrollintervalls folgende Matrix vor:
| Zustand des Baumes        | Reifephase                                    | Reifephase                                    | Altersphase                                   | Altersphase                                   | Jugendphase |
| Zustand des Baumes        | Berechtigte Sicherheitserwartung des Verkehrs | Berechtigte Sicherheitserwartung des Verkehrs | Berechtigte Sicherheitserwartung des Verkehrs | Berechtigte Sicherheitserwartung des Verkehrs | Jugendphase |
| ------------------------- | --------------------------------------------- | --------------------------------------------- | --------------------------------------------- | --------------------------------------------- | --- |
| Zustand des Baumes        | geringer                                      | höher                                         | geringer                                      | höher                                         | Eine Kontrolle ist nicht vorgesehen, da eine fachgerechte Anwuchs- und Jungbaumpflege regelmäßig durchgeführt wird |
| gesund, leicht geschädigt | alle 3 Jahre                                  | alle 2 Jahre                                  | alle 2 Jahre                                  | 1 × jährlich                                  | Eine Kontrolle ist nicht vorgesehen, da eine fachgerechte Anwuchs- und Jungbaumpflege regelmäßig durchgeführt wird |
| stärker geschädigt        | 1 × jährlich                                  | 1 × jährlich                                  | 1 × jährlich                                  | 1 × jährlich                                  | Eine Kontrolle ist nicht vorgesehen, da eine fachgerechte Anwuchs- und Jungbaumpflege regelmäßig durchgeführt wird |

## Rechtliche Verpflichtung zur Baumkontrolle in Deutschland
Die Pflicht zur Verkehrssicherung ist gesetzlich nicht wörtlich verankert oder definiert. Sie wurde aus der allgemeinen Schadensersatzpflicht des § 823 BGB durch verschiedene Gerichtsurteile entwickelt. Die Pflicht zur Verkehrssicherung obliegt, bezogen auf Bäume, dem Eigentümer des Baumes. Kommt der Eigentümer dieser Pflicht nicht nach und erleidet ein Dritter dadurch einen Schaden, so kann der Eigentümer zu Schadensersatz verpflichtet sein.
Als Grundlegend für die Verkehrssicherungspflicht an Bäumen wird ein Urteil des BGH vom 21. Januar 1965 (III ZR 217/63) betrachtet. Der BGH führt aus, dass der Baumeigentümer eine „sorgfältige, äußere Besichtigung“ durchzuführen hat. Im Umfang grenzt der BGH diese Pflicht insofern ein, als dass „nach dem jeweiligen Stand der Erfahrungen und Technik [...] den Gefahren vorebeugend Rechnung getragen wird, die nach der Einsicht eines besonnenen, verständigen und gewissenhaften Menschen erkennbar sind“. Für die Baumkontrollpraxis ergibt sich daraus, dass grundsätzlich kein besonders geschultes Fachpersonal eingesetzt werden muss. Dennoch hält der BGH fest, dass bei der „Feststellung verdächtiger Umstände“ eine „eingehende fachmännische Untersuchung“ veranlasst werden muss.
Um die Durchführung und Ergebnisse der Baumkontrolle im Zweifel vor Gericht nachzuweisen, sollte die Kontrolle auf einem haltbaren Datenträger, manipulationssicher und lückenlos dokumentiert werden.

## Rechtliche Verpflichtung zur Baumkontrolle in Österreich
Mit der Schaffung des § 1319b ABGB wurde im Allgemeinen Bürgerlichen Gesetzbuch eine eigene „Baumnorm“ geschaffen. Der Erhalt des naturbelassenen Zustandes wird als Ziel vorgegeben. Gleichzeitig wird für Kontrollen eine Gemeinwohlabwägung beschrieben. Um diese Rechtsnorm für die Praxis verständlich zu beschreiben, wurde der Leitfaden Baumsicherheitsmanagement überarbeitet herausgegeben.

## Einschlägige Regeln der Technik
Als Stand der Technik gelten die Richtlinien für Baumkontrollen zur Überprüfung der Verkehrssicherheit (kurz: Baumkontrollrichtlinien) der FLL. Diese wurden erstmals 2004 herausgegeben und 2010 fortgeschrieben. Die neueste, aktuell gültige Ausgabe, ist von 2020 (Stand: 2022).
Verwiesen wird dort auch auf folgende Normen:
- DIN 18920: Vegetationstechnik im Landschaftsbau – Schutz von Bäumen, Vegetationsbeständen und Tieren bei Baumaßnahmen (DIN)
- Richtlinien für die Anlage von Straßen. Teil: Landschaftspflege, Abschnitt 4:Schutz von Bäumen, Vegetationsbeständen und Tieren bei Baumaßnahmen (FGSV)
- Baumuntersuchungsrichtlinien – Richtlinien für eingehende Untersuchungen zur Überprüfung der Verkehrssicherheit von Bäumen (FLL)
- ZTV Baumpflege – Zusätzliche Technische Vertragsbedingungen und Richtlinien für Baumpflege (FLL)

### Visual-Tree-Assessment (VTA)
Vertreter des Visual-Tree-Assessement (VTA) verstehen dieses ebenfalls als gerichtsfestes Vorgehen und dem Stand der Technik entsprechend. Nichtsdestotrotz steht diese Methodik in der Fachwelt unter immenser Kritik und findet in den FLL-Baumkontrollrichtlinien keine Erwähnung.

## Berufsbild Baumkontrolleur
Zwar muss laut Rechtsprechung eine Baumkontrolle nicht durch besonders geschultes Personal durchgeführt werden. In der Praxis hat sich jedoch gezeigt, dass es sinnvoll ist Baumkontrolleure einzusetzen, die grundlegende Fachkenntnisse besitzen und regelmäßig fortgebildet werden. In vielen Kommunen und Unternehmen wird die Baumkontrolle von ausgebildeten Gärtnern oder Forstwirten sowie von Baumpflegern mit Berufserfahrung übernommen oder die Kontrollen extern vergeben.
Es werden zudem verschiedene Fortbildungen angeboten, die grundlegendes baumbiologisches Wissen zur Durchführung von Baumkontrollen vermitteln:
- FLL-Zertifizierter Baumkontrolleur – Zielt direkt auf die Tätigkeit als Baumkontrolleur ab[6]
- European Tree Worker (ETW) – Vermittelt grundlegendes Wissen zur Baumpflege, beinhaltet ggf. die FLL-Zertifizierung als Baumkontrolleur[7]
- European Tree Technician (ETT) – Aufbaukurs zum ETW, vermittelt weitergehendes baumbiologisches Wissen[8]
- Geprüfter Fachagrarwirt / Geprüfte Fachagrarwirtin für Baumpflege – Bachelor Professional Baumpflege – Vermittelt eingehendes Wissen zur Baumpflege, beinhaltet die FLL-Zertifizierung als Baumkontrolleur[9]
- Erster staatlicher Zertifikatslehrgang Grundlagen der Baumprüfung und Baumpflege  in Österreich, Bundesforschungszentrum für Wald

Die HAWK Göttingen bietet ein Studium der Arboristik (Bsc.) an, welches das Management urbaner Baumbestände thematisiert.